# Jogging

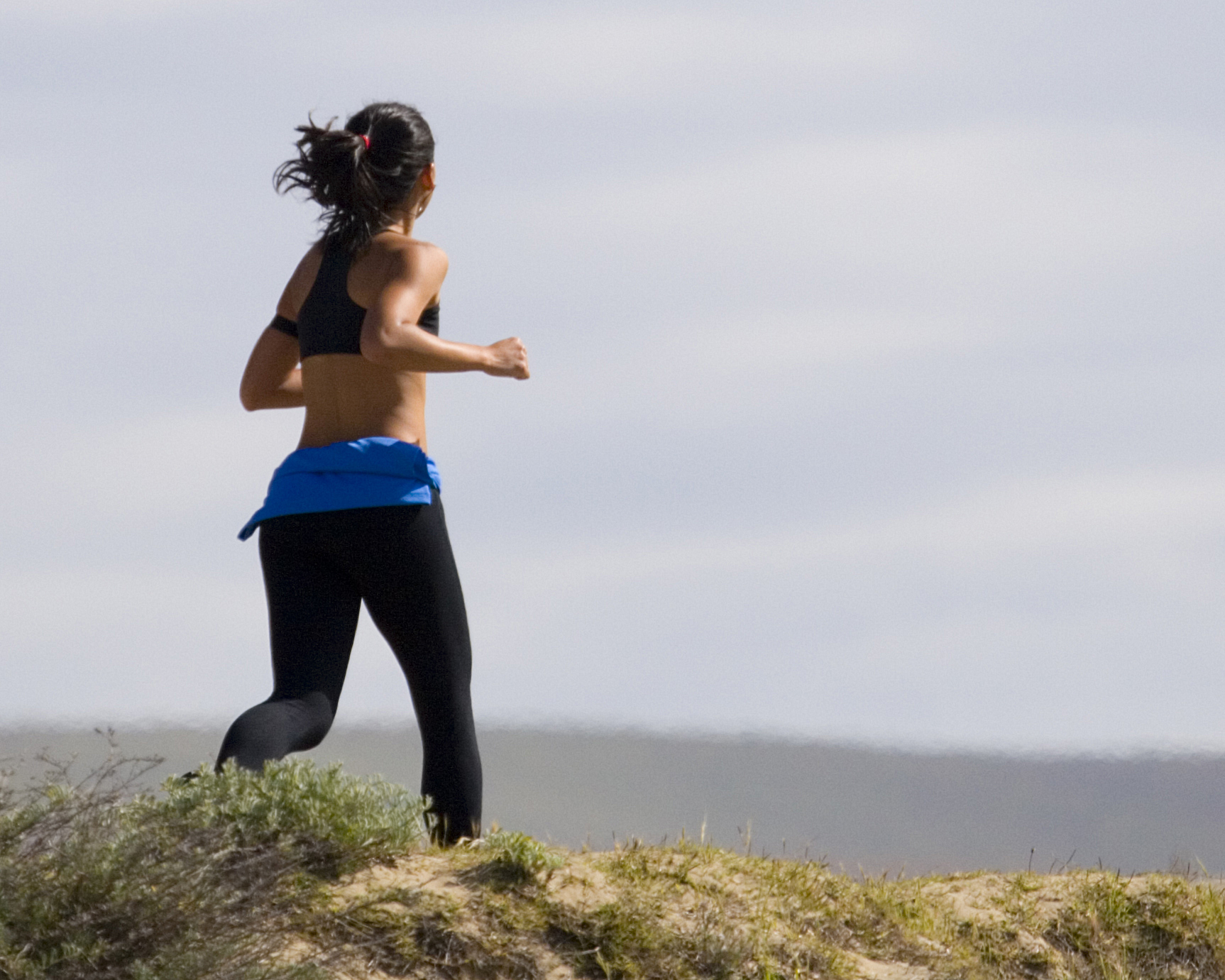
Mulher fazendo jogging em Morro Bay, na Califórnia, nos Estados Unidos

Jogging, é uma forma de atividade física em que o ritmo e velocidade da marcha são mais rápidos que na caminhada e mais lentos que ao correr. Foi uma atividade física bastante difundida nos anos 1970 e 1980, defendida pelo médico americano Kenneth Cooper como importante para a saúde. Esta prática consiste em trotar ou correr num ritmo lento. Apesar de não haver velocidade máxima para o jogging, o valor de 9,7 quilômetros por hora pode ser usado como referência. A intenção principal é aumentar a aptidão física do praticante de forma mais eficaz que na caminhada, mas com menos stress sobre o corpo se comparado a correr.

## Definição
A definição de jogging em comparação com a corrida não é padronizada. George Sheehan, um especialista em corrida, é citado por ter dito "a diferença entre um praticante de Jogging e um corredor é uma entrada em branco". Mike Antoniades oferece uma definição mais específica, descrevendo Jogging como correr em velocidade inferior a 6 mph (10 minutos por milha, ou 9,7 km/h e/ou 6,2 min/km).

## História
A etimologia da palavra (da língua inglesa) Jog é desconhecida, mas ela pode estar relacionada com Shog ou ser uma invenção do século XVI. Nessa época, ela geralmente significava "sair". O termo jog foi usado frequentemente na literatura norte-americana e inglesa para descrever movimentos rápidos curtos, intencionais ou não. Richard Jefferies, um naturalista Inglês, escreveu sobre joggers, descrevendo-os como pessoas que movem-se rapidamente e deixando os outros de lado enquanto passam.
O uso dos termos jog e jogging com referência a uma forma de exercício originou-se na Inglaterra em meados do século XVII. Este uso se tornou comum em todo o Império Britânico, e, em seu romance My Home Run, de 1884, o autor australiano Rolf Boldrewood escreveu your bedroom curtains were still drawn as I passed on my morning jog ("as cortinas do seu quarto ainda estavam fechadas enquanto eu passava em meu jog matinal").
Nos Estados Unidos, o Jogging foi chamado de roadwork por atletas tais como boxeadores, que, habitualmente, corriam vários quilômetros todos os dias como parte de seu condicionamento. Na Nova Zelândia, durante os anos 1960 ou 1970, a palavra roadwork foi suplantada principalmente pela palavra jogging, promovido pelo treinador Arthur Lydiard, que é creditado por popularizar o Jogging. A ideia de correr como uma atividade organizada foi discutida em um artigo da página de esportes do New Zealand Herald, em fevereiro de 1962, que contou sobre um grupo de ex-atletas e entusiastas do fitness que se reuniriam uma vez por semana para a execução do fitness and sociability ("aptidão física e sociabilidade"). Uma vez que eles praticariam Jogging, o jornal sugeriu que o clube "poderia ser chamado de Auckland Joggers Club", que pensa-se ser o primeiro uso do substantivo jogger. O treinador de pista da Universidade do Oregon, Bill Bowerman, depois de praticar com Lydiard na Nova Zelândia, trouxe o conceito de Jogging como exercício para os Estados Unidos em 1962. Bowerman publicou o livro Jogging em 1966, e posteriormente actualizou o livro para uma republicação em 1967. Bowerman estabeleceu programas de Jogging para homens e mulheres de todas as idades. A popularidade destes programas ajudaram a difundir o conceito de jogging como um exercício para todos em todos os Estados Unidos. Muitos clubes de Jogging e de corrida foram fundados em todo o mundo. O "MABAC" Running League, fundado em 1977, é provavelmente o pioneiro da corrida em estrada na Grã-Bretanha. O principal contribuinte foi Alan Blatchford, que organizou um grupo de corrida no British Aircraft Corporation em Weybridge (agora British Aerospace). Ralph Henley trouxe corredores de Matthew Arnold School, Ashstead. Esta liga de corridas ainda está ativa.

## Exercício

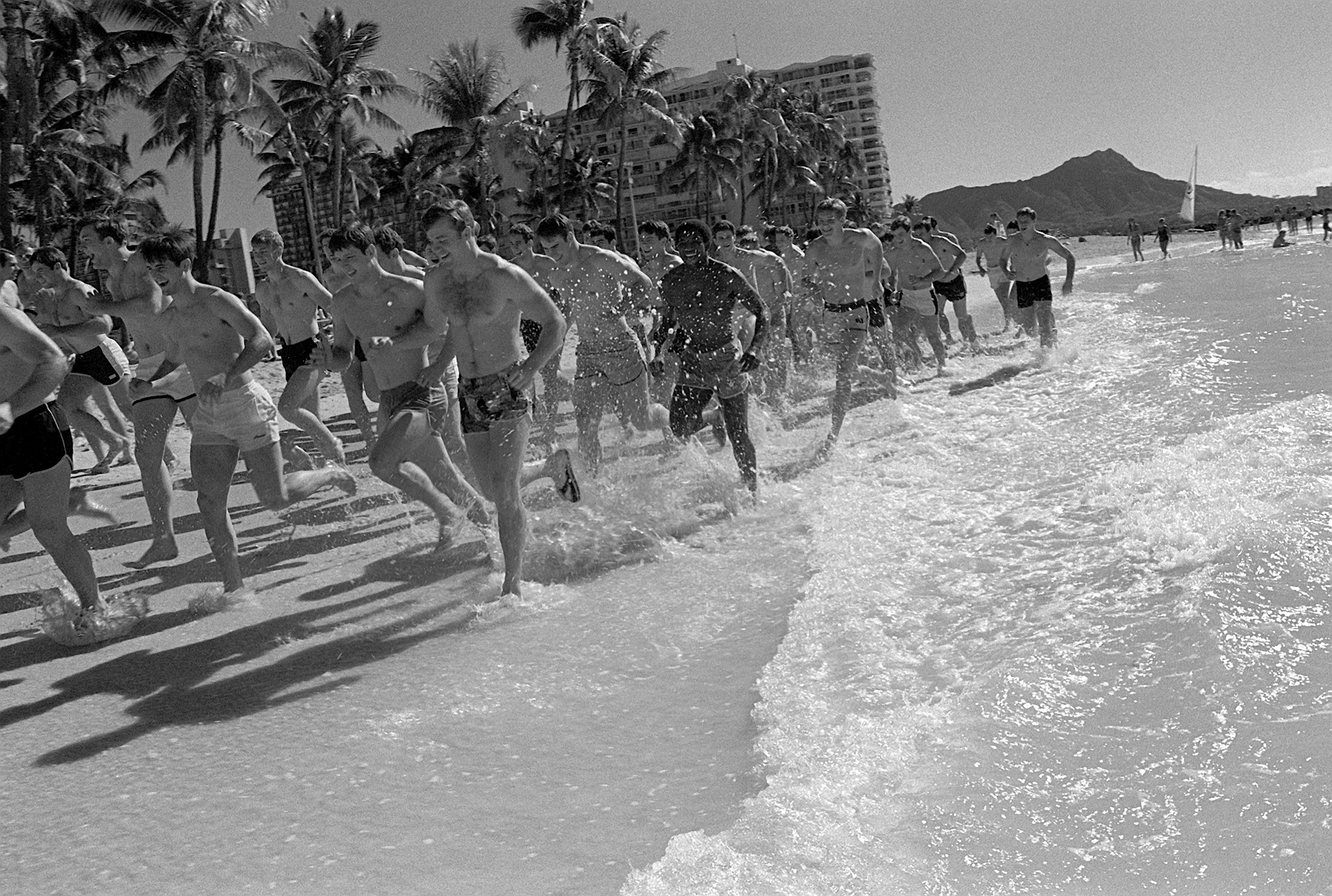
Membros da Academia de Força Aérea dos Estados Unidos praticando Jogging em Waikiki Beach, no Hawaii

Jogging pode também ser usado como um aquecimento ou resfriamento para os corredores, antes ou após um treino ou corrida. Um corredor que acaba de completar uma rápida repetição de 400 metros em um ritmo de menos de 5 minutos por milha pode cair para um ritmo de 8 minutos por milha para uma volta de recuperação.